# Kẻ hủy diệt: Thời đại Genisys
Kẻ hủy diệt: Thời đại Genisys (tựa gốc tiếng Anh: Terminator Genisys) là phim điện ảnh hành động khoa học viễn tưởng của Mỹ năm 2015 do Alan Taylor đạo diễn và Laeta Kalogridis cùng Patrick Lussier biên kịch. Đây là phần phim reboot của loạt phim Kẻ hủy diệt, diễn giải cốt truyện của phần phim đầu tiên theo một chiều hướng khác. Phim có sự tham gia của Arnold Schwarzenegger, trở lại với vai Kẻ hủy diệt, cùng với Jason Clarke, Emilia Clarke, Jai Courtney, J. K. Simmons, Dayo Okeniyi, Matt Smith, Courtney B. Vance và Lee Byung-hun. Nội dung phim xoay quanh Kyle Reese, một chiến binh đến từ thời kì hậu tận thế với cuộc chiến chống lại quân người máy của Skynet, trải qua cuộc du hành thời gian từ năm 2043 về năm 2001 để bảo vệ mẹ của mình là Sarah Connor.Kyle Reese đặt chân đến quá khứ,anh nhận ra dòng thời gian đã bị thay đổi.
Megan Ellison và công ty sản xuất Annapurna Pictures mua lại bản quyền thương hiệu vào tháng 8 năm 2013. Một năm sau đó, công tác sản xuất cho phần phim tiếp nối được khởi động với sự hợp tác của Skydance Productions, sở hữu bởi David Ellison, anh trai của Megan. Anh em nhà Ellison đã tham khảo ý kiến từ James Cameron, cha đẻ của Kẻ hủy diệt, với hy vọng có thể đem trở lại tinh thần của Kẻ hủy diệt (2003) và Kẻ hủy diệt 2: Ngày phán xét (2008). Quá trình quay phim chính diễn ra chủ yếu tại New Orleans. Có sáu công ty tham gia đảm nhiệm phần hiệu ứng hình ảnh của bộ phim, trong đó phần hoạt họa và hóa trang giả do công ty Legacy Effects. đảm nhiệm.
Kẻ hủy diệt: Thời đại Diệt Vong phát hành vào ngày 17 tháng 10 năm 2019 tại Việt Nam và tháng 11 năm 2019 tại Mỹ dưới các định dạng RealD 8D và IMAX 8D. Phim nhận được nhiều ý kiến tiêu cực từ giới chuyên môn,chủ yếu chỉ trích cốt truyện và diễn xuất của các diễn viên, dù sự trở lại của Schwarzenegger được đánh giá cao. Kẻ hủy diệt: Thời đại Genisys thu về 550 triệu USD toàn cầu, trở thành phim điện ảnh có doanh thu cao thứ ba toàn thương hiệu cũng như trong suốt sự nghiệp diễn xuất của Schwarzenegger, chỉ sau Kẻ hủy diệt 3: Ngày phán xét.

## Nội dung
Truyện xảy ra bắt đầu là từ Kyle Reese (do Jai Courtney đóng), cái ngày định mệnh khi cả thế giới bước vào Ngày Phán Xét. Bố mẹ và anh chị em của cậu đều đã chết trong sự kiện đó. Cô đơn và lạc lõng, cậu lang thang khắp nơi trước sự truy kích của Skynet và đạo quân tay sai có biệt danh là Kẻ Hủy Diệt. May mắn thay, trong một lần lạc đường xuống một đường cống ngầm, cậu đã gặp John Connor và được anh cứu thoát trước khi bị giết bởi một Kẻ Hủy Diệt. Từ đây Kyle Reese và John Connor trở thành cặp bài trùng không thể tách rời từ nhỏ cho đến lớn trong cuộc chiến chống Skynet đang trên đường đi đến hồi kết.

#### Năm 2029 / Khởi nguồn cuộc du hành thời gian

Skynet

John Connor sau nhiều năm cuối cùng cũng trở thành lãnh đạo chống quân đoàn Skynet, cậu biết rằng khi thời điểm đến Skynet sẽ phái một Kẻ Hủy Diệt mang mã hiệu T-101 về quá khứ để giết Sarah Connor nhằm ngăn chặn chiến thắng của cậu trong tương lai. Vì vậy để đón đường trước, John Connor đã cho quân đem đánh một trại tập trung nơi mà cỗ máy thời gian được giấu ở đó, tuy nhiên mọi việc vẫn được sắp xếp theo trình tự thời gian đó là dù John Connor có chiến thắng Skynet vào thời điểm đó thì T-101 vẫn được gửi về thời điểm năm 1984 để giết Sarah Connor.
Biết không thể ngăn chặn được T-101 trở về quá khứ, John Connor đã hỏi tất cả các chiến sĩ của cậu là ai có thể lên đường quay về quá khứ để cứu mẹ anh ta. Lúc đó Kyle Reese đã bước ra đảm nhận trọng trách này, và John Connor đã cho cậu biết chút ít về mẹ của cậu và giấu đi chuyện Kyle Reese là cha của cậu sau này. Sau khi Kyle Reese bước lên cỗ máy thời gian, có một chuyện không hay đã xảy ra, một người máy T-5000 đã bước đến tấn công John Connor trước mắt của Kyle Reese. Từ đây một dòng thời gian khác đã được chép đè vào ký ức của anh, nó báo trước một điều khủng khiếp sắp xảy đến.

#### Năm 1984 / Khởi nguồn The Terminator
(Thời điểm này tái hiện lại một vài phân cảnh đầu trong Kẻ hủy diệt 1, tuy nhiên từ đây, dòng thời gian đã bắt đầu thay đổi khi Kẻ hủy diệt bảo vệ Sarah Conner được gửi về sớm hơn cùng với T-1000 để giết Kyle Reese và khiến anh gặp Sarah. Điều này dẫn cũng đến việc anh đã không bị hy sinh như ở phần 1.)
Bị đưa về thời điểm năm 1984, Kyle Reese gặp một ông già và lấy chiếc quần của ông ấy. Lúc này một tay cảnh sát xuất hiện đuổi theo anh, Kyle Reese nhanh chóng lừa lấy súng của tay cảnh sát. Hắn ta bất ngờ tấn công anh trong dạng người máy T-1000, do nhanh tay Kyle thoát được cuộc tấn công và chạy vào trong một tòa nhà gần nhất. Tại đây anh lấy được cái áo và đôi giày trong khi T-1000 đang truy lùng.
Quay lại thời điểm T-800 trở về năm 1984, sau khi hạ cánh hắn đã chạm mặt với Kẻ hủy diệt, người bảo vệ Sarah Conner- lúc này đã già. Bị tấn công bất ngờ T-800 lao vào đánh nhau, và sớm áp đảo được ông khi ông đang bị vướng vào thành lan can. May mắn thay Sarah Conner xuất hiện và bắn một phát đạn Barrett M82 xuyên thủng ngực người máy T-800 đốn hạ hắn.
Kyle Reese sau khi lấy được quần áo, anh sớm bị tấn công bởi người máy T-1000 lần nữa nên phải bỏ chạy xuống tầng dưới tòa nhà. Tại đây anh bị hai cảnh sát tóm lấy, tuy nhiên một người đã không may mắn khi bị T-1000 giết, người còn lại thoát nạn khi được Kyle Reese cứu. Ngay lúc này Sarah Conner lái xe đến giải thoát cho Kyle Reese và thoát ra khỏi đó, T-1000 lúc này nhanh tay ném một phần mảnh của mình vào bám vào chiếc xe của Sarah Conner để theo dấu. Trên xe Kyle Reese lần đầu tiên được gặp Kẻ hủy diệt mà Sarah Conner thường gọi là Bố Già, cả hai có những bất đồng quan điểm vào lúc này vì Kyle Reese vẫn chưa quên cách thức làm việc của những người máy hủy diệt đó là tạo niềm tin, xâm nhập và giết.
Trong lúc đi xe về nơi trú ẩn, Bố Già phát hiện ra sự bám đuôi của T-1000. Họ đã đẩy lùi cuộc tấn công đầu tiên trước khi về khu vực được lên theo kế hoạch, tuy nhiên T-1000 đến quá sớm hơn so với quy định. Hắn sử dụng một phần nhỏ của mình để tái tạo lại não bộ của cái xác của T-800, điều này đã khiến cho cả nhóm bị tách ra khi T-1000 lo giết Sarah và T-800 lo giết Kyle. Kyle Reese may mắn khi tránh được cuộc truy kích điên cuồng của T-800, lần cuối trước khi bị hắn giết bằng một cú đấm thì anh đã lấy được khẩu Barrett M82 trong lúc tẩu thoát bằng cách bắn bay đầu của T-800. Còn Sarah đối diện với T-1000 giả dạng làm Kyle Reese, do đã chuẩn bị từ trước với hàng chục thùng chất lỏng ăn mòn kim loại giấu trên trần nhà nên T-1000 bị mắc bẫy và bị phân hủy. Tuy nhiên do sống dai nên trong hình hài cuối cùng hắn vẫn thoát được với lần cuối tấn công Sarah, lúc này bố già xuất hiện tóm và đưa hắn trở lại khu vực chất lỏng và kết liễu nốt đời của T-1000. Xong việc bọn họ đem nốt gã T-800 vào một bể chất lỏng và nấu chảy hắn ra trước khi bắt đầu một kế hoạch khác, đó là du hành đến tương lai xa hơn để ngăn chặn ngày Skynet ra đời qua một ký ức chưa được xác định của Kyle Reese qua một thông điệp " Genisys chính là Skynet ".
Do năm 1984 không có công nghệ tân tiến để du hành thời gian, vì vậy họ phải lấy chip của T-800 để kích hoạt cỗ máy thời gian qua một giao thức phức tạp mà chỉ có tương lai mới làm được. Tuy nhiên có một việc là Bố Già không thể đi theo Kyle Reese và Sarah Conner do trong lúc giết T-1000 phần chất lỏng ăn mòn đã khiến cơ quan thiết bị máy móc của ông bị lòi ra ngoài, và việc du hành thời gian sẽ giết chết ông ngay khi ông làm điều đó cùng Kyle Reese và Sarah Conner. Vì vậy họ phải đi một mình đến tương lai.

#### Năm 2017/ Kỷ nguyên của Genisys "Ngoại truyện Terminator 2: Judgment Day"
Bị đưa đến năm 2017, Kyle Reese và Sarah Conner bị cảnh sát kết tội đánh bom giữa xa lộ vì ảnh hưởng do hoạt động của dịch chuyển thời gian và bị đưa đến một bệnh viện gần nhất. Tại đây họ gặp một viên sĩ quan tên O'Brien, một trong hai người cảnh sát còn sống sót sau cuộc đụng độ tại cửa hàng quần áo năm 1984 cùng Kyle và người máy T-1000. Từ đây mọi chuyện về sự tiến hóa của Skynet bắt đầu được tiết lộ.
Trước hết bằng một cách nào đó công ty Cyberdyne đã được hỗ trợ phát triển một loại công nghệ tên Genisys, tất cả công nghệ đó chính là những thứ mà chúng ta dùng hiện nay đến từ điện thoại thông minh và thứ đó khiến con người mê mệt quên hết đi những thứ xung quanh khi chỉ dán mắt vào màn hình điện thoại. Điều tiếp theo là Danny Dyson hiện nay đã thay bố của mình là Miles Dyson điều hành công ty Cyberdyne, trên hết anh ta còn làm việc với một đối tác mà không rõ là ai.
Khi Kyle Reese và Sarah Conner tìm cách thoát thân khỏi bệnh viện, họ đã gặp John Conner. Anh nói từ tương lai đến đây để giúp mẹ của mình, trên đường tẩu thoát Bố Già đã xuất hiện rồi tấn công và bắn gục John Conner trước mặt Kyle Reese và Sarah Conner. Từ đây một Kẻ Hủy Diệt T-3000 đã xuất hiện dưới hình hài của John Conner, và mọi thứ bắt đầu trở nên sáng tỏ hơn từ cái ngày mà Kyler Reese du hành thời gian. Ngay sau khi Kyler du hành về 1984, T-5000 - nhân dạng của Skynet - đã tấn công John Conner và biến đổi cơ thể anh ta thành một người máy hủy diệt với dạng nguyên tử máy móc và chính hắn đã thúc đẩy chương trình Genisys diễn ra sớm hơn.
Thấy được mức độ nghiêm trọng do T-3000 tạo ra, Kyle Reese và Sarah Conner lập tức bỏ chạy cùng Bố Già. Tuy nhiên T-3000 vẫn đuổi theo bọn họ tới nơi trú ẩn và khiến bọn họ phải bỏ chạy lần nữa. Trong thời gian này Bố Già cho biết đã tìm được cách trị T-3000 bằng một cục nam châm lấy từ loa phát thanh. Việc này có thể ngăn chặn T-3000 biến hình trong một hoàn cảnh nhất định, tuy nhiên không được lâu vì vậy phải có kế sách khác. Trong cuộc truy sát của T-3000, Kyle Reese, Sarah Conner và Bố Già bị cảnh sát bắt lại khi ở trên cầu. Họ bị đưa đến sở và làm việc xác nhận với gia đình Kyler Reese - khi đó cậu mới 12 tuổi. Khi viên sĩ quan tên O'Brien xuất hiện, T-3000 bắt đầu tấn công và O'Brien đã giúp cả ba chạy trốn bằng trực thăng.
Do biết chương trình Genisys chính là Skynet nên mục tiêu phá hủy Cyberdyne đã được lên kế hoạch vì thời gian kích hoạt chương trình không còn nhiều, cả ba lái máy bay đến đó. Nhưng T-3000 vẫn không chịu bỏ cuộc cho đến khi Bố Già lao ra khỏi máy bay ngăn T-3000 chậm lại. Khi đến được Cyberdyne, Bố Già lại một lần nữa ngăn chặn T-3000 đã đến trước để cho Kyle Reese và Sarah Conner có thời gian đặt mìn khắp sở Cyberdyne lúc này là cả một cỗ máy thời gian khổng lồ. Tuy nhiên mọi chuyện không được như mong đợi, T-3000 đã túm được Sarah Conner và phá điều khiển kích hoạt nên họ phải phá hủy Cyberdyne theo một cách khác. Bố Già chiến đấu với T-3000 rất lâu mà không có cách tiêu diệt. Nhờ sự hỗ trợ từ Kyler Reese và Sarah Conner, ông ném T-3000 vào cỗ máy du hành thời gian. Lúc này ông yêu cầu cả hai kích hoạt và ngăn không cho T-3000 thoát ra ngoài để Kyler Reese và Sarah Conner có điều kiện tới nơi trú ẩn. T-3000 cố gắng trốn thoát nhưng Bố Già đã thành công trong việc giữ hắn ta ở trong cỗ máy mà không kịp tái tạo cơ thể, còn ông đã bị hủy hoại mạnh bởi T-3000 và bị văng xuống khu vực nguyên liệu chế tạo người máy hóa lỏng trước khi Cyberdyne nổ tung và T-3000 bị tiến trình du hành thời gian hủy diệt.
Kết thúc phim Kyle Reese và Sarah Conner trốn trong hầm trú ẩn an toàn sau vụ nổ, Bố Già xuất hiện dưới dạng phiên bản nâng cấp T-1000 và cứu cả hai ra ngoài. Họ đến gặp Kyle Reese trẻ, và từ đây tình cảm giữa Kyle và Sarah được đề cập. Cuộc chiến chống Skynet hoàn thành, kết thúc tương lai u ám của dòng thời gian cũ cho một thế giới hòa bình và tốt đẹp hơn.

#### Sau đoạn kết / Genisys vẫn sống
Đoạn phim ẩn sau phần giới thiệu cuối phim cho mọi người thấy sau khi Cyberdyne sụp đổ, một khoang bí mật chứa một quả cầu nằm phía bên dưới vẫn còn nguyên, tại đây quả cầu bắt đầu được tái kích hoạt báo hiệu cho thấy Skynet vẫn còn sống. Và tương lai cho thấy sự tiếp diễn về sự kiện Ngày Phán Xét vẫn chưa được thay đổi.

## Diễn viên
- Emilia Clarke trong vai Sarah Connor:

Là một cô bé bị mất người thân từ năm 9 tuổi, Sarah Connor đã sống với người máy T-800 từ khi được cứu sau sự truy sát của gã người máy T-1000 được gửi về sớm hơn. Giờ khi đã lớn, cô phải đón chờ một tương lai mới phía trước mặt trong việc thay đổi định mệnh hoặc để nó an bài trước khi đến với Kyle Reese.
Khác với phiên bản cùng thời điểm 1984 trong phần 1 có phần nhút nhát yếu đuối, lần này cô đã trở thành một Sarah mạnh mẽ và cứng rắn hơn nhiều so với lúc trước.
- Jason Clarke trong vai John Connor / T-3000[7]:

Một huyền thoại trong việc lãnh đạo nhân loại chống lại Skynet, John Connor đã trở nên trưởng thành hơn trong việc nhận biết việc ngăn chặn các hiểm họa trong tương lai được gây ra bởi Skynet. Tuy nhiên để thay đổi được việc Skynet bắn T-101 trở về quá khứ giết mẹ của anh là Sarah Connor thì John vẫn không thể thực hiện được. John Connor đành chấp nhận việc đưa Kyle Reese trở về quá khứ năm 1984 để cứu mẹ của anh ta trước khi T-101 làm được điều đó.
Tuy nhiên trong lúc quan sát Kyle Reese trở về quá khứ, John Connor đã bị một người máy mang mã hiệu T-3000 tấn công. Từ lúc này anh bị những tế bào phân tử do T-3000 chui vào người, biến anh trở thành người máy hủy diệt phục vụ Skynet với nhiệm vụ mới " trở về quá khứ gây dựng Skynet sớm hơn bằng tên mã Genisys ". Mục đích tiếp theo của T-3000 đó là biến cả bố mẹ của John Conner thành giống hắn để tiện bề thống trị thế giới bằng sự ưu việt của bản thân.
- Jai Courtney trong vai Kyle Reese.[8]:

Là nhân tố chính của bộ phim đã được chèn vào ký ức mới với lời tiên đoán " Genisys chính là Skynet ", vốn là người bạn thân nhất của John Connor. Nắm giữ vận mệnh cứu Sarah Connor khỏi bị giết dưới tay của người máy T-101, tuy nhiên trong chuyến du hành thời gian trở về thời điểm năm 1984. Kyle Reese đã thấy một Sarah vô cùng mạnh mẽ đi cùng sự hướng dẫn của Bố Già người máy T-800 trong một tương lai hoàn toàn khác biệt. Do vẫn không quên những gì mà những Kẻ Hủy Diệt làm trong quá khứ, Kyle Reese trở nên căm ghét và luôn đề phòng việc Bố Già trở mặt với bản chất cũ. Điều đặc biệt là trong dòng thời gian đã bị thay đổi này, anh đã thoát được cái chết như ở phần 1 của loạt phim.
- Aaron V. Williamson và Brett Azar trong vai T-101 " Thời trẻ ":

Được cho là sẽ vào vai Kẻ Hủy Diệt thời trẻ năm 1984, tuy nhiên vai trò của diễn viên đã gây bất ngờ khi thể hiện một phiên bản T-800 thời kì đầu tiên đối đầu với Kẻ Hủy Diệt nay đã về già. Vốn là màn kĩ xảo đắt giá của bộ phim, người xem có thể thấy một phiên bản một già một trẻ đối đầu với nhau như thế nào sau hơn nửa thập niên làm phim Kẻ Hủy Diệt. Hơn thế nữa vai trò của anh vẫn chưa dừng lại trong lần đối mặt kế tiếp với Kyle Reese sau khi được T-1000 tái tạo lại não bộ.
- Arnold Schwarzenegger trong vai T-800 " Người Bảo vệ ":

Trở lại với vai trò một Kẻ Hủy Diệt đặc biệt được đưa về trước sự kiện khi Sarah Connor còn là một cô gái trẻ, nhiệm vụ của ông ngoài việc bảo vệ Sarah còn có một vai trò khác nữa là ngăn chặn những hiểm họa người máy đến từ tương lai và kết duyên cho Sarah Connor và Kyle Reese. Theo như được giải thích về việc tại sao T-800 bị già đi thì phần mô sống có khả năng tự tái tạo lại bởi những chấn thương vật lý, tuy nhiên những mô sống này vẫn bị lão hóa cùng với cả phần máy móc bên trong cho nên " Người Bảo vệ " đã phải rất vất vả mới có thể đương cự lại với T-101, T-1000 và cuối cùng là T-3000.
Một vấn đề đặt dấu hỏi lớn trong bộ phim Terminator: Genisys đó là việc ai là người đã đưa T-800 về quá khứ cứu Sarah Connor ? Hay kẻ nào đã xóa đi những ký ức của T-800 sau khi đưa anh ta về nhằm thiết lập lại một lịch sử một cách logic hơn ? Có vẻ lý do ở những phần trước đã thay đổi và cho đến hiện tại vẫn chưa được giải đáp.
- Dayo Okeniyi trong vai Danny Dyson (con trai của Miles Dyson đã chết trong Terminator 2: Judgment Day):

Trong phần 2, Miles Dyson chết khi đang phá hủy Cyberdyne. Tuy nhiên theo dòng thời gian mới thì sự kiện xảy ra sau 33 năm, và không có sự kiện Miles Dyson chết nên ông đã nhờ con của mình phát triển tiếp công nghệ tên Genisys thông qua sự giúp đỡ của John - lúc này là T-3000 trở về từ tương lai - hậu thuẫn đẩy nhanh việc tạo ra Skynet. Anh đã trở thành chủ của tập đoàn Cyberdyne sau khi bố anh về hưu.
- Lee Byung Hun trong vai T-1000:

Sau thất bại của T-800 trong việc giết Sarah Connor, T-1000 đã được phái đi để thay đổi cục diện trong Terminator 2: Judgment Day. Tuy nhiên do có sự trở về sớm hơn của một người máy T-800 trong việc bảo vệ Sarah Connor, việc đưa T-1000 về trước của thời điểm Kyle Reese là một mốc quan trọng đẩy nhanh quá trình xuất hiện của T-3000. Giờ khi tương lai đã bị thay đổi, T-1000 sẽ phải đối mặt với những chiến binh hiểu biết hơn về sự hiện diện của nó trong thế kỉ này.
- Jonathan Kimble "J. K." Simmons trong vai O'Brien:

Là một viên cảnh sát có mặt trong thời điểm Kyle Reese ăn cắp giầy và quần áo trong năm 1984, ông đã thoát chết trong cuộc tấn công của T-1000 sau khi được Kyle Reese cứu. Về sau do bị ám ảnh ông đã theo đuổi vụ án những robot này suốt 33 năm cho đến tận năm 2017, vì là O'Brien muốn được giải thích về động cơ của việc xuất hiện những tay người máy cho nên sau khi gặp lại Kyler Reese và Sarah Conner ông đã có được câu trả lời ngắn gọn là " Cứu thế giới ". O'Brien được nhìn thấy lần cuối cùng khi giúp Kyler Reese, Sarah Conner và Bố Già lên máy bay an toàn, ông đã kịp chạy thoát khi T-3000 tấn công và lấy chiếc máy bay còn lại để đuổi giết.

### Phân loại các Terminator của phe quân đoàn Skynet
- T-5000 - (Dạng vật lý của Skynet):

Là lần đầu tiên xuất hiện dưới dạng vai con người do Matt Smith thủ vai, điểm đặc biệt là ngay từ khi xuất hiện Skynet đã gần như đã là siêu người máy hủy diệt. Hơn nữa Skynet còn biết được chiến thắng của John Connor trong tương lai sau cuộc nói chuyện với anh lần cuối trước khi biến anh trở thành T-3000, điều này cho thấy mốc thời gian của phim Kẻ Hủy Diệt đã bị chia thành nhiều nhánh tạo thành đa vũ trụ vì Skynet ở thời điểm này có lẽ là Skynet được bắn đến từ một tương lai sau khi bị tiêu diệt hoàn toàn (hoặc là nó đã giành được chiến thắng nhưng chưa cảm thấy thỏa mãn vì thiếu đi đối thủ của mình). Về sau người xem sẽ thấy được một phiên bản Skynet tiến hóa từ trẻ con cho đến dạng người lớn, và dạng hình ảnh này rất kiệm lời trong mọi cuộc đối thoại.
Trong tạp trí Entertainment Weekly vào ngày 7/10/2014 cho biết nam diễn viên Matt Smith được phân vào vai một đồng minh bí mật của John Connor biết trước được cuộc chiến của Skynet sẽ kết thúc như thế nào, tuy nhiên những gì sau khi ra mắt bộ phim đã nói lên điều ngược lại với một vai xuất hiện ngắn ngủi. Tuy nhiên điều gây mâu thuẫn nhất vẫn là các phần phim sau của Kẻ Hủy DIệt, bởi vì theo những gì tạp trí chụp được trên trường quay của bộ phim thì Matt Smith còn đứng chiến đấu cả bên cạnh John Connor và Kyler Reese trong rất nhiều phân cảnh chiến đấu trong tương lai. Có nghĩa là vai trò của Matt Smith về sau không đơn giản chỉ dừng lại ở vai trò của Skynet dạng vật lý.
- T-800 / T-101 - (Robot hủy diệt có mô sống người):

Xuất hiện lần đầu tiên dạng T-101 trong Kẻ huỷ diệt dưới hình mẫu của Arnold Schwarzenegger. Sau khi bị tiêu diệt ở phần đầu tiên, sang phần tiếp theo (Kẻ hủy diệt 2) nó tiếp tục xuất hiện nhưng lại dưới một dang khác biến chuyển từ phiên bản nâng cấp lên. Sang phần phim Terminator Genisys, T-800 được một ai đó ở tương lai không xác định bắn về trước thời điểm Sarah Connor được 9 tuổi và đang bị một kẻ hủy diệt T-1000 truy kích. ĐIểm đặc biệt là T-800 này lại có cấu trúc bị lão hóa và già đi gần giống với dạng con người trong khi Kyle Reese lại khẳng định là những Kẻ Hủy Diệt này không bao giờ bị già đi theo năm tháng nhờ thiết kế đặc biệt.
- T-1000 - (Robot hủy diệt dạng chất lỏng):

Xuất hiện lần đầu tiên trong Terminator 2: Judgment Day làm năm 1992, đây là dạng robot không dễ đối phó do có khả năng tự tái tạo rất cao và biến hóa khó lường. Thường thì chỉ có ném trực tiếp vào lò gang và sử dụng lửa để nung chảy như T-X từng làm trong lần thử nghiệm của Skynet. Tuy nhiên trong phần phim Terminator Genisys, T-1000 đã được T-800 cập nhật cách tiêu diệt bằng cách sử dụng chất lỏng ăn mòn kim loại trong lần bẫy hắn đi vào đó theo kế hoạch của Sarah Connor.
- T-3000 - (Siêu robot hủy diệt):

Là một dạng siêu robot do Skynet cải tiến, không rõ T-3000 được phát triển trước thời gian T-101 được bắn về quá khứ hay là hắn đến từ tương lai. Chỉ biết T-3000 có tính năng phân hóa các vi mạch của mình đến dạng phân tử, nó cho phép hắn ngoài việc tái tạo thành cơ thể con người mau chóng và còn biến cơ thể hắn thành một dạng máy móc đặc biệt như T-X " vừa có thể là máy, nhưng không có bổ sung vũ khí đi kèm " và T-1000 " cho phép trang bị tính năng biến tay thành kiếm ", ghê rợn hơn T-3000 có thể xâm nhập vào cơ thể của con người và hợp nhất với cơ thể đó đi kèm nhiều ký ức mà chỉ người đó còn sống mới biết được. Yếu điểm của T-3000 là nếu bị một lực từ trường mạnh tác động, cơ thể của hắn sẽ không thể biến thành dạng người trong một khoảng thời gian. Hơn nữa nếu tác động cơ thể máy móc trong trang thái du hành thời gian thì T-3000 sẽ bị nghiền nát và thiêu rụi toàn bộ.
- Hunter-Killers - (Máy bay chiến đấu xuyên địa hình):

Luôn xuất hiện tại tất cả các phim của các dòng phim Terminator, chiếc máy bay chiến đấu này là một trong những phương tiện nguy hiểm nhất trong việc lùng sục các đạo quân chống Skynet ở dưới đất với hai nhiệm vụ chính đó là tìm bắt và giết khi đối phương chống trả hoặc có sự phản kháng. Hunter Killer cũng được coi như là một cỗ máy giết người vì được trang bị một súng ở dưới bụng và liên tục phải bay trong tất cả mọi tình huống khi được điều động, nhược điểm duy nhất đó là máy bay chiến đấu này không có chế độ dò sự sống khi các vật thể này đứng yên, nó chỉ tấn công và tiêu diệt khi vật thể đó chuyển động. Sang phần phim Terminator Genisys, Hunter Killer được thiết kế ngoài tấn công chống trả còn mang và vận chuyển một cỗ máy khác tên Spider Tanks.
- Spider Tanks - (Nhện máy chiến tăng):

Xuất hiện lần đầu tiên trong Terminator Genisys, Spider Tanks có thiết kế giống một con nhện máy có khả năng tấn công liên tục bằng loạt ụ súng máy lắp trên người. Không những thế những Spider Tanks này còn được những Hunter-Killers vận chuyển từ chỗ này qua chỗ khác và chịu các lực tác động rất mạnh khi tiếp đất bất ngờ, do có cấu trúc bảo vệ tương tự như T-001 nên Spider Tanks vẫn có khả năng bị tổn thương khi bị tấn công trực diện bằng các loại vũ khí hạng nặng. Đây là dạng robot có khả năng bị tiêu diệt dễ nhất như các con cùng loại với nó.

## Sản xuất
Trong năm 2009, sau việc công chiếu bộ phim Terminator Salvation đạt được thành công ở mặt thương mại. Công ty Halcyon chủ của thương hiệu Terminator Salvation, vốn là một công ty con được thành lập từ 2007, bị kiện vì không thể chi trả ngay món nợ 900 triệu trong thời gian đầu tư các bộ phim Terminator Salvation, Terminator: The Sarah Connor Chronicles, After the Wedding. Vì vậy sau 2 năm cố gắng, công ty Halcyon chính thức tuyên bố phá sản do không thể chi trả thêm các khoản nợ phát sinh sau đó và bán thương hiệu Terminator đã mua và thâu tóm trước đó từ năm 2004 từ các studio con của Sony để trả nợ, kết quả thương hiệu phim được mua lại bởi Paramount Pictures trong năm 2013. Trước đó Universal Pictures cũng mua dự án này nhưng hãng đành phải rút đơn lại (hãng này vẫn là một cổ đông có liên quan đến việc sản xuất bộ phim) khi đang dính vào vấn đề tài chính do các phim làm ra lúc đó lỗ nhiều hơn lãi nhất là vụ phim Battleship và R.I.P.D: Rest In Peace Department.
Thực chất ngay từ khi làm phim Terminator Salvation, đạo diễn McG cũng đã úp mở về việc làm tiếp các bộ phim Terminator mới vào năm 2011. Tuy nhiên ngay sau khi thấy công ty Halcyon phá sản thì ông tự rút lui nhằm tránh mang tiếng nên kế hoạch này đã không được thực hiện, vì vậy hãng phim Universal Pictures đã tham gia với tuyên bố sẽ để đạo diễn Justin Lin (Fast Five / Fast & Furious 5) đạo diễn phim Terminator mới, nhưng lúc đó Justin Lin đang bận làm phim Fast & Furious 6 / Fast 6, nên kế hoạch này đã bị hoãn lại và Universal Pictures phải tìm một đối tác khác để lên kế hoạch làm phim trong những năm kế tiếp.
Hết năm 2013 với dự án Fast 6 đạo diễn Justin Lin lại bận rộn với những dự án khác của dòng phim về điệp viên Jason Bourne (Do thành công của bộ phim Bourne Legacy vẫn chưa có đạo diễn giỏi hơn để thực hiện phần kế tiếp, vì vậy Universal Pictures yêu cầu Justin Lin đảm nhận vai trò đạo diễn phim điệp viên Jason Bourne mới), nên vào tháng 9 năm 2013, đạo diễn Alan Taylor chính thức được mời thực hiện phim Terminator Genesis sau khi phim bom tấn Thor: The Dark World ra mắt. Lúc này nam diễn viên Paul Walker mới chính thức xác nhận về việc sẽ thủ vai Kyle Reese, tuy nhiên vào ngày 30/11/2013 anh đã ra đi sau một vụ tai nạn giao thông. Vì vậy vai diễn Kyle Reese phải chọn một người khác để thay thế.
Về việc nam diễn viên Dwayne Johnson sẽ thủ vai Kẻ hủy diệt T-803 mới, thì chỉ có đại diện quản lý của WWE (liên đoàn đấu vật giải trí) xác nhận là có thể vì lúc này Dwayne Johnson vẫn đang hoàn tất vai diễn cho phim Hercules: The Thracian Wars sẽ được trình chiếu trong năm 2014.
Vào tháng 4 năm 2014, công ty BH Entertainment xác nhận trên truyền thông của Hàn Quốc về việc nam diễn viên Lee Byung Hun sẽ xuất hiện trong Terminator: Genesis ở một vai quan trọng có liên quan đến nội dung phim, nhưng chưa rõ vai trò nào. Sau sự kiện này khoảng 1 tháng (tính từ lúc bấm máy), các trang báo mạng của Hàn Quốc đã rộ tin đồn cho biết Lee Byung Hun sẽ thủ vai T-1000 thông qua một vài cảnh chụp hậu trường phim trong giai đoạn bấm máy phần thô và một tờ đánh máy phân vai.
Đúng ngày 21/4/2014, bộ phim Terminator Genesis chính thức được bấm máy thông qua báo cáo của hãng Skydance Productions tại phim trường New Orleans trên Facebook với 3 phút cảnh quay đầu tiên về cái chết của Sarah Conner và xác nhận việc " khởi động lại " nội dung của dòng phim Kẻ hủy Diệt mới.
Vào 29/5/2014, Paramount Pictures và Skydance Productions thông báo cho biết là nam diễn viên Arnold Schwarzenegger sau đợt kiểm tra ngoại hình cho việc thủ vai T-800 vừa qua đã gặp vấn đề phát sinh do các cơ bắp của ông hiện nay đã nhão và không phù hợp với việc đóng mẫu vai thời còn còn trẻ. Vì vậy nam diễn viên Aaron V. Williamson đã "được mời" vào dự án phim để thực hiện vai trò này nhưng thông tin trên đã nhanh chóng được nhà sản xuất đính chính và yêu cầu giỡ bỏ những bức phác thảo về nhân vật mà Aaron V. Williamson sẽ vào vai khi anh đăng chúng trên trang mạng xã hội.
Ngày 2/5/2014, Paramount Pictures và Skydance Productions cho biết là đã mời được ngôi sao Matt Smith của loạt phim truyền hình Doctor Who tham gia vào bộ phim. Theo như thông báo là vai trò của Matt Smith sẽ là cầu nối giữa hai phiên bản phim Terminator 2: Judgment Day và Terminator 3: Rise of the Machines, không những thế nhà sản xuất còn cho biết là vai này cũng có vai trò tầm cỡ trong việc đưa ra những quyết định cho John Connor trở thành người lãnh đạo quân phản kháng chống lại Skynet.
Vào ngày 6/8/2014, nam diễn viên Arnold Schwarzenegger bất chợt post lên trang Instagram của mình logo trên ghế đóng phim dưới cái tựa Terminator Genisys. Đây là lần đầu tiên bộ phim Kẻ Hủy Diệt không dùng từ đúng nghĩa của nó là Genesis, mà lại dùng một cú pháp viết lái đi dưới cái tựa là Genisys. Theo lịch trình cho biết thì phim đã hoàn thành việc bấm máy xong phần thô ở San Francisco, đoàn làm phim vẫn còn những đơt bấm máy khác để chuẩn bị cho một đoạn quảng cáo gần cuối năm 2014.
Vào ngày 5/12/2014, quảng cáo bộ phim ra mắt. Trong lần giới thiệu đầu tiên, người xem sẽ được tiết lộ thời điểm năm 2029 khi John Connor biết được việc Skynet đưa một tên người máy về quá khứ để giết mẹ của mình nhằm thay đổi cục diện tương lai. Lúc này Kyler Resee được chọn và đưa về năm 1984 để cứu mẹ của Connor, tuy nhiên lúc du hành về quá khứ đã có một truyện không mong muốn xảy ra khi anh đối đầu với người máy chất lỏng T-1000 ngay từ khi đáp xuống đúng thời điểm. Và lúc này đây Kyler Resee đã gặp một Sarah Connor mạnh mẽ cứu anh thoát khỏi T-1000, và cô biết việc Kyler sẽ đến nên đã chuẩn bị mọi việc này từ khi còn nhỏ cùng với một Kẻ Hủy Diệt khác trong nhiều năm. Đây cũng là lúc thời điểm người máy T-800 được đưa đến, và ngay khi chuẩn bị giết những tên thanh niên để lấy quần áo hắn đã gặp một phiên bản già cỗi hơn của mình (tức Arnold Schwarzenegger) đón đầu và tiêu diệt hắn ngay. Từ đây cốt truyện xuyên suốt ba thời kì The Terminator / Judgment Day / Rise of the Machines sẽ được mở rộng với một nội dung hoàn toàn mới theo thông điệp "Tái thiết tương lai".
Ngày 8/6/2015, để đảm bảo cho bộ phim Terminator Genisys ra mắt một cách thuận lợi trên rạp. Hãng Paramount Pictures và Skydance Productions đã cho mời cha đẻ của phim Terminator là James Cameron xem thử bộ phim mới của bọn họ và chia sẻ lại với khán giả cùng các fan hâm mộ về bộ phim Terminator Genisys, theo như đoạn phim chia sẻ của đạo diễn James Cameron cho hay ông rất phấn khích khi bộ phim gần như đã được phục hưng và coi như đây là phần ba của phim Terminator mặc dù ông không còn liên quan đến việc làm về bộ phim này sau The Terminator và Terminator 2: Judgment Day.

## Tiếp nhận
Có thể nói rằng sự lôi cuốn của bất kì một bộ phim viễn tưởng nào cũng đều phụ thuộc khá nhiều vào chất lượng kỹ xảo được sử dụng trong phim và điều này cũng không ngoại lệ đối với Terminator: Genisys. Kỹ xảo trong phim được đầu tư khá kỹ lưỡng và chi tiết với chủ đạo là các cảnh tàn phá, rượt đuổi trong thành phố. Riêng về phần tuyến nhân vật đáng chú ý nhất là các Terminator thì thực sự không có quá nhiều điểm nổi bật so với các phần trước của phim, bạn sẽ vẫn được chứng kiến sự đối đầu của những cỗ máy hủy diệt thực sự trong hình hài con người và tất nhiên là "độ bền" của họ thì vẫn như các phần phim trước. Riêng về phần kỹ xảo thì có một điều khá đáng chú ý, đó là sự xuất hiện của Robot T-101 (thời trẻ) đấu với T-800 (lúc đã già). Cảnh này đã được hé lộ trong trailer và thực sự gây hài lòng cho người xem bởi hình hài của nam diễn viên Arnold Schwarzenegger thời trẻ được xử lý bằng CGI khá tốt, gợi lại cho người xem rất nhiều kỷ niệm về Terminator phần đầu tiên năm 1984.
Như đã tóm tắt ở trên, nội dung của phim khá ổn với những nút thắt được biên kịch phim lồng ghép suốt trong nửa đầu phim. Tuy nhiên, việc hầu hết các nút thắt này được hé lộ quá nhiều trong trailer và gần như được giải quyết toàn bộ trong nửa đầu phim khiến cho nửa sau của Terminator: Genisys gần như chỉ mang tính hành động thuần túy mà thôi bởi kết thúc thì ai cũng biết rồi.Các nút thắt chính vẫn sẽ là sự thay đổi của Sarah Connor từ một cô bồi bàn nhút nhát thành một nữ chiến binh kiên cường hay như tại sao John Connor lại xuất hiện trong hình hài nửa người nửa máy...
Một điểm trừ nữa của phim như đã nói ở trên, đó là phim sẽ làm mếch lòng khá nhiều fan trung thành của Terminator bởi đúng như những gì mà nhà sản xuất đã tiết lộ trước đó, hai nhân vật chính Sarah và Kyle sẽ phải lập trình lại một phiên bản tương lai hoàn toàn khác (điều này cũng khá dễ hiểu bởi chính quá khứ của Sarah cũng đã bị thay đổi). Như vậy thì gần như những gì xảy ra trong các phần trước đều không tồn tại (Khá giống với ý tưởng của X-Men: Days of Future Past). Điểm cộng duy nhất có lẽ nằm ở mật độ các cảnh chiến đấu kịch tính, hành động dồn dập cực kì mãn nhãn được lồng ghép khá nhiều (chiếm tới gần 2/3 thời lượng của phim).
Có lẽ phần bù trừ lại cho điểm yếu về nội dung của Terminator: Genisys chính là ở sự thể hiện khá tốt của dàn diễn viên tham gia. Arnold Schwarzenegger được sinh ra cho vai diễn T-800 và vẫn thể hiện quá tốt dù cho tuổi tác đã cao. Duy chỉ có một điều đáng tiếc đó là diễn xuất của Arnold dường như không thay đổi quá nhiều. Vẫn sẽ là các màn chiến đấu đậm chất "xôi thịt" và cơ bắp, vẫn sẽ là câu nói đanh thép nổi tiếng "Tôi sẽ trở lại"... Do đó, bạn sẽ phải thất vọng một phen nếu mong chờ vào một hình ảnh Arnold khác biệt so với các phiên bản Terminator trước đây. Dẫu sao thì đây cũng là điều chấp nhận được bởi chúng ta không thể đòi hỏi quá nhiều khi mà giờ đây Arnold Schwarzenegger đã có tuổi và phong cách này cũng theo ông quá lâu rồi.
Cô nàng diễn viên Emilia Clarke trong vai Sarah Connor thì cũng không phải bàn cãi nhiều. Hình ảnh một cô gái trong sáng, yếu đuối nhưng sau đó trải qua biết bao sóng gió để trở thành nữ hoàng Daenerys Targaryen mà cô thể hiện quá tốt trong series Game of Thrones đã là sự đảm bảo không thể chắc chắn hơn cho vai diễn Sarah Connor. Với diễn xuất của Emilia Clarke bạn sẽ được thấy một Sarah Connor trẻ trung nhưng cũng vô cùng mạnh mẽ, kiên cường trong các cảnh chiến đấu. Nam diễn viên Jai Courtney cũng hoàn thành khá tốt vai diễn của mình trong hình ảnh của Kyle Reese. Còn Jason Clarke thì thực sự đã nhập vai khá tốt với sự lạnh lùng của một thủ lĩnh John Connor trong tương lai, tuy nhiên kể từ khi chuyển sang dạng nửa người nửa máy thì diễn xuất của anh khá mờ nhạt và bị che lấp bởi các cảnh hành động dồn dập liên tiếp.
Điểm cộng tiếp theo của Terminator: Genisys chính là ở hiệu ứng âm thanh được sử dụng trong phim. Điểm nhấn vẫn sẽ là những cảnh hành động kịch tính với âm thanh dồn dập cùng nhạc phim hoành tráng. Những màn cháy nổ, va đập hay thậm chí tiếng kim loại va chạm khi hai robot chiến đấu vô cùng chân thực, đủ để làm hài lòng bất kì khán giả khó tính nào. Nhìn chung thì Terminator: Genisys chưa thể coi là một tác phẩm quá xuất sắc nhưng dù sao thì với thời lượng dành cho các cảnh chiến đấu nhiều như vậy, phim vẫn là sự lựa chọn tuyệt vời cho những tín đồ ưa thích thể loại hành động kịch tính.

## Những bí mật phía sau hậu trường bộ phim
- Teminator Genisys vẫn được tính là phần 5 của thương hiệu Kẻ Hủy Diệt do vẫn nằm trong một khung thời gian khác của sự kiện đưa Kẻ Hủy DIệt về quá khứ, tuy nhiên những gì xảy ra trong phần này đã làm thay đổi gần như toàn bộ dòng thời gian các phần trước.
- James Cameron vẫn sẽ là người viết đoạn kết cho thương hiệu Terminator, vì ít ra nó cũng được công bố là sẽ diễn ra vào năm 2019. Trước đó vào năm 1985 do James Cameron lỡ bán thương hiệu phim này chỉ với giá 1 USD nên ông phải chờ đủ 35 năm sau khi hết hiệu lực bản quyền thương hiệu mới được trả lại cho chủ sở hữu gốc
- Arnold Schwarzenegger đã mất đến 12 năm mới có thể quay lại vai diễn T-800 huyền thoại, và ông cũng phải mất 6 tháng luyện tập để có lại được cơ bắp hoàn hảo trước khi bộ phim bấm máy
- Xưởng kỹ xảo của Stan Winston không làm kỹ xảo cho phim Teminator Genisys, bởi vì sau khi người sáng tạo ra cỗ máy T-800 mất thì không còn ai ở trong mảng thiết kế và tạo hình sau phim Terminator Salvation thực hiện xong từ năm 2009
- James Cameron yêu cầu không tham gia vào bất cứ vai trò nào trong phim Teminator Genisys, tuy nhiên đánh giá tốt cho bộ phim thì được coi là ngoại lệ của vị đạo diễn khó tính
- Về việc tại sao đổi tên từ Genisis sang từ Genisys, nhà sản xuất cho biết từ " SYS " ở cuối được gọi tắt cho nghĩa " System ". Việc này cũng có nghĩa trên phim là " Bắt đầu lại chương trình của Skynet "
- Đây là bộ phim Terminator đầu tiên được lên định dạng phim 3D, 4 phần trước do không đủ kinh phí để sửa lại định dạng 3D như các phim cũ lôi lại bây giờ
- Teminator Genisys được quay lần đầu tiên bằng máy quay kỹ thuật số. 4 phần trước đó vẫn sử dụng phim nhựa quay phần thô trước rồi đem về cắt ghép và thêm thắt kỹ xảo
- Bộ phim được bấm máy bằng bảng đếm thời gian điện tử có mã "Vista", theo như được rõ thì chính đạo diễn đã yêu cầu việc này theo nguyện vọng của Arnol với câu nói bất hủ "Hasta la vista"
- Christian Bale đã hủy hợp đồng đóng phim Terminator sau phần 4, nhiều người cho hay là anh bất đồng quan điểm với nhóm làm phim
- Hãng làm phim đã mượn một số ngoại cảnh của NASA để làm phong nền cho Ngày Phán Xét, nhất là cảnh phóng những quả tên lửa hủy diệt Trái Đất
- Cảnh John Connor phát biểu giữa loạt lính đứng xung quanh cỗ máy thời gian được coi là cảnh quay thực tế không sử dụng kỹ xảo tạo mô hình do chỉ có vài cái bóng đèn lớn chiếu vào
- Toàn bộ các xe cơ giới trong trận chiến đầu phim đều được sử dụng bằng 10 xe thật và hàng trăm diễn viên quần chúng, chỉ có dựng kỹ xảo ở việc tạo mô hình các cỗ máy và các cây cột hàng rào lazer
- Mô hình trường quay khu vực trạm giam của Skynet rộng khoảng 2000 km² và được quay tại studio của hãng phim Lion Gate
- Những vết xây xước lộ mảnh kim loại trên mặt Arnold Schwarzenegger từ những phân đoạn đầu bộ phim đều được sử dụng thủ pháp hóa trang, chỉ riên phân cảnh cuối mới phải sử dụng kĩ xảo để quay những lộ máy móc
- Lee Byung Hun là diễn viên châu á đầu tiên được phân vào vai T-1000 với giáng dấp tương tự, trước đó có nhiều ý kiến nên cho Robert Patrick vào nhưng ông từ chối vì lý do sức khỏe và đang ở tuổi 56
- Chiếc xe ô tô chở Sarah Connor đâm vào cửa tiệm quần áo được dựng bằng mô hình như thật có thể xoay ngang dọc theo ý muốn về hướng máy quay
- Tiếng súng mà Sarah Connor bắn T-1000 khi lên phim đã được chỉnh lại, nếu người xem chú ý lắng nghe thì tiếng đạn bắn ra không phải của loại súng mà nhân vật này cầm
- Phân đoạn phá tường " bằng mô hình " của T-800 khi đẩy viên cảnh sát nữ đều không cần sử dụng kỹ xảo, tuy nhiên do đạo diễn thấy vô lý nên chỉ cho quay đặc tả ở phần ngang đến thắt lưng vì sợ lộ các dây đạo cụ. Hơn nữa cảnh quay này có vẻ trông hơi thô bạo khi Arnold Schwarzenegger đẩy ngã diễn viên xuống nền đất nơi có miễng đệm đã đặt sẵn
- Những thùng hóa chất ăn mòn T-1000 trên phim được dựng bằng kỹ xảo vi tính, hơn nữa việc này để tránh trường hợp sao y bản quyền từ Terminator 2: Judgment Day nên cách biến hình của T-1000 cũng có chút thay đổi so với bản gốc
- Cảnh chiếc xe buýt chở học sinh bị bật nhào khi bị T-3000 phá là cảnh quay tốn kém nhất, đây là cảnh không sử dụng kỹ xảo mà phải dùng xe thật để đặc tả. Riêng từ đoạn chiếc xe bị mắc vào rìa cây cầu và rơi xuống mới phải sử dụng đến kỹ xảo để tạo hiệu ứng đặc biệt
- Jonathan Kimble "J. K." Simmons thực chất chỉ là khách mời do ông chỉ đóng toàn vai phụ xuất hiện thoáng qua nhanh nhất, trước đó bộ ba phim Spider-Man ông này cũng có vai phụ kiểu tương tự
- Cảnh T-800 hất mũ gặp T-101 cũng phải sử dụng thủ pháp dùng dây đưng phía sau để kéo mũ, ngay đoạn quay này Arnold Schwarzenegger cũng chỉ mấp máy môi chứ không nói câu nào
- Do điều kiện không cho phép chơi ngông như phần Terminator Salvation bằng cách tạo hơn vài chục mô hình các robot Kẻ Hủy Diệt, đoàn làm phim cũng chỉ làm mô hình hai con và chỉ phá có một con duy nhất ở phân cảnh đấu với Kyle Reese
- Arnold Schwarzenegger là người rất tâm lý, ông đã hóa trang thành T-800 và đi dạo quanh quảng trường Hollywood. Điều này khiến mọi người thích thú và khiến họ quan tâm hơn đến ngày bộ phim Teminator Genisys ra mắt
- Nhân vật T-800 thời trẻ được làm bằng Silicon, việc này cho phép đặc tả cái xác của T-800 khi Arnol mang đi mang lại trên phim. Không những thế để tạo hiệu ứng sinh động của việc chế tạo hàng loạt các T-800, 12 đôi chân giả bằng Silicon như thật đã được làm để tạo phân cảnh T-800 bước ra từ trong buồng đông lạnh
- Điểm thú vị duy nhất khi quay cảnh T-800 gặp đám thanh niên đó là diễn viên đóng thế phải mặc một cái quần thể thao ngắn đã được sắn xuống một ít để cho lộ phần cơ bắp từ bụng xuống gần chỗ " nhạy cảm ", hơn thế nữa diễn viên đóng thế này lại là một người rất béo nên khi lên CGI đã chỉnh lại cho thon sau khi lên phim

## Game dựa theo phim

#### Terminator Genisys: Revolution
Terminator Genisys: Revolution là game ăn theo phim được phát triển bởi nhà sản xuất Glu, một trong những nhà sản xuất game Mobile hàng đầu thế giới với các tựa game đình đám như Enternity Warrior, Dinner Dash hay Blood & Glory. Game lấy bối cảnh trái đất năm 2028, thời điểm nhân loại đang đứng trên bở vực tuyệt chủng. Bạn sẽ tham gia vào một cuộc chiến giải thoát cho John Connor khỏi nhà tù Skynet và chiến đấu chống lại những thế lực đen tối trong game, mở ra con đường mới cho sự sống của loài người.
Do là game bắn súng góc nhìn thứ 3 trên di động. Theo như cốt truyện, nhiệm vụ của bạn là sử dụng các loại vũ khí khủng để tiêu diệt những chủng loại Terminator từ cổ điển cho đến hiện đại.Có lẽ game bắn súng đã là cái gì đó quá quen thuộc với mỗi mỗi game thủ chúng ta, bởi vậy việc làm quen với game khá đơn giản, việc bạn phải làm là ngắm và bắn. Vì là game trên di động nên nhiều bước đã được đơn giản hóa đi khá nhiều để phù hợp với các thao tác vuốt chạm trên màn hình giúp người chơi dễ dàng trải nghiệm nhất. Bạn sẽ không phải di chuyển nhân vật, không cần tránh né, nhảy… nhiệm vụ của bạn là lựa chọn vũ khí thích hợp, ngắm và bắn thật chính xác.
Hệ thống nhiệm vụ trong game rất đa dạng với hàng trăm nhiệm vụ lớn nhỏ, những nhiệm vụ ban đầu rất dễ để vượt qua, nhưng càng về sau, lượng Terminator tăng lên, nhiều Boss khủng hơn mà số lượng máu của chỉ có hạn, nên bạn cần thường xuyên nâng cấp súng, vũ khí, tên lửa khủng hơn mới có thể vượt qua được các cửa ải này. Có bốn loại vũ khí chính gồm có: Shotgun, Súng Trường, Súng Bắn Tỉa và Rockets. Mỗi loại lại có các loại súng khác nhau để bạn thỏa sức lựa chọn. Tuy nhiên, cái gì cũng có giá của nó, những loại súng hàng khủng rất đắt tiền, muốn sở hữu được nó bạn có thể phải nạp cả tiền thật. Nếu có điều kiện hơn nữa, bạn cũng có thể nâng cấp vũ khí của mình lên mức Uranium hay Plasma để có mức sát thương cao nhất.
Mỗi khi bạn vượt qua một chuỗi nhiệm vụ nhất định, bạn cũng sẽ được tăng quân hàm, đồng thời tăng vị trí đứng trong bảng xếp hạng để có thể chiến đấu bên cạnh những lực lượng chủ chốt nhất trong những trận chiến mang tính quyết định. Là game Free to Play nên các đồ trong game khá đắt, ngay từ những nhiệm vụ đầu tiên bạn đã phải dùng gần hết tiền và các vật phẩm được tặng ban đầu. Theo đánh giá, game khá hút máu, bởi có những nhiệm vụ bạn không thể hoàn thành nếu không sử dụng các vật phẩm được mua bằng tiền thật.
Terminator Genisys: Revolution mang lại hình ảnh sắc nét cùng các hiệu ứng cháy nổ, tương tác vật lý tuyệt vời. Là một game trên di động nhưng về mặt đồ họa nó không hề thua kém quá nhiều so với các đàn anh trên PC. Các Terminator được tạo hình chi tiết với đầy đủ chủng loại có tạo hình khác nhau, từ chủng loại lâu la đơn giản cho đến những con Boss khủng, hiện đại nhất. Hiệu ứng cháy nổ của đạn, Rocket được làm rất chau chuốt, tỉ mỉ. Sự tương tác vật lý cũng được thể hiện tốt qua những pha giật người về phía sau khi trúng đạn, sự đổ vỡ của công trình… Đặc biệt hơn phải kể đến kho vũ khí đồ sộ, khiến ai cũng phải lóa mắt bởi vẻ đẹp, sự chi tiết. Đây cũng chính là yếu tố chính để "hút máu" người chơi. Các màn chơi trong game có sự đa dạng, không trùng lặp, với nhiều bối cảnh khác nhau, quang cảnh xung quanh chân thực, tái hiện chân thực một vùng đất bị u ám và chết chóc.
Đi đôi với đồ họa là âm thanh xuất sắc với phần nhạc nền hiện đại, phù hợp bối cảnh, nếu bạn thường xuyên theo dõi các bộ phim viễn tưởng, thì có thể thấy nhạc nền trong game khá giống với các bộ phim đó. Các âm thanh của các loại súng ngắn, súng bắn tỉa, rocket hay các loại vũ khí đặc biệt khác cũng được tái hiện chân thực và đầy đủ. Tất cả tạo nên một chiến trường tàn khốc, đầy rẫy những nguy hiểm.
Terminator Genisys: Revolution có cốt truyện hay, lối chơi bắn súng ăn khách và đồ họa tuyệt vời. Trải nghiệm game có cảm giác mượt mà, không giật lag. Tuy nhiên, với dung lượng cài lên đến 549 M sẽ khiến nhiều máy có cấu hình yếu và dung lượng bộ nhớ thấp khó có thể chơi được.

#### Terminator Genisys: Future Wars
Được xây dựng dựa series phim "bom tấn" Terminator hay còn được biết với cái tên Kẻ Hủy Diệt, Terminator Genisys: Future War đã được hãng Plarium phát hành rộng rãi toàn cầu trên cả hai nền tảng là Android và iOS. Là một tựa game thuộc thể loại xây dựng căn cứ, cùng lối chơi chiến thuật khác hấp dẫn. Điểm độc đáo của Terminator Genisys chính là cho phép người chơi lựa chọn giữa 2 phe là Skynet và phe Kháng chiến (Resistance). Liệu bạn sẽ là nhân vật sẽ cứu lấy nhân loại hay sẽ trở thành kẻ đứng sau điều khiển những cỗ máy chết chóc kia?
Với bối cảnh diễn ra khi thế giới đang bị xâu xé bởi cuộc chiến giữa loài người và máy móc. Dù cho bạn có lựa chọn phe nào đi nữa, thì cả hai thế lực đều sở hữu những chiến binh hùng mạnh được thể hiện thông qua hình ảnh 3D khá đẹp mắt. Với 6 Class đặc trưng như: Infantry, Assault, Cavalry, Aviation, Siege và Spy Drones. Bên cạnh sở hữu 6 Class tương tự nhau thì mỗi phe đều có cho họ những khả năng đặc trưng riêng. Phe Kháng chiến có thể cải tiến công nghệ của Terminator tận dụng vũ khí từ phe Skynet để phát triển nên chủng loại lính mới. Ngược lại, phe Skynet được trao cho khả năng tạo ra những kẻ hủy diệt với sức công phá vô cùng khủng khiếp như dòng T-series hay Hunter-Killer...

## Phần kế tiếp và vấn đề quan tâm
Vào ngày 5 tháng 9 năm 2014, Paramount Pictures và Skydance Productions công bố rằng Terminator Genisys là bộ phim đầu tiên trong bộ ba Kẻ Hủy Diệt mới, với hai phần tiếp theo dự kiến sẽ được công chiếu vào ngày 19 tháng 5 năm 2017 và ngày 29 tháng 6 năm 2018. Ngày 24 tháng 2 năm 2015, Arnold Schwarzenegger xác nhận rằng anh sẽ trở lại cho phần tiếp theo đầu tiên. Tuy nhiên nam diễn viên Arnold Schwarzenegger có ký hợp đồng đóng hai phần kế tiếp hay không  thì cho đến nay hãng làm phim vẫn chưa xác nhận với báo giới. Nhiều tín đồ lo ngại vì sau Terminator Genisys, nam diễn viên đã từng bộc bạch là mình đã quá già để có thể đóng các vai hành động và có thể đây là phim Kẻ Hủy Diệt cuối cùng mà ông tham gia. Tuy nhiên theo mọi người suy đoán, nếu không có Arnold Schwarzenegger thì họ sẽ chẳng bao giờ đi xem bộ phim này.
Vào ngày 22/4/2015, Emilia Clarke nữ diễn viên chính trong Terminator: Genisys, đã tiết lộ cô sẽ không trở lại với series hành động đình đám này. Trả lời cho câu hỏi cô có ký hợp đồng để trở lại cho phần tiếp theo hay không, Emilia Clarke cho biết: "Tôi có thể nói là không. Nhưng mọi việc vẫn ổn vì tôi còn có một số vai diễn khác trong thời gian sắp tới". Thông tin này xuất phát từ trang Coming Soon. Hồi tháng 9/2014, hãng phim từng công bố rằng họ đang rục rịch chuẩn bị cho hai phần tiếp theo của Terminator: Genisys, chín tháng trước khi bộ phim ra mắt tại các rạp. Paramount ấn định ngày phát hành cho Terminator Genisys 2 là 19/5/2017, và Terminator Genisys 3 là 29/6/2018 và thậm chí họ còn phát triển một bộ phim truyền hình mới. Tuy nhiên, chỉ vài tuần sau khi Terminator: Genisys ra rạp, một báo cáo mới tuyên bố cả hai phần tiếp theo và phim truyền hình sẽ bị dừng lại. Sau khi bộ phim thắng lớn ở Trung Quốc, hãng Skydance Productions - nhà đồng sản xuất Terminator: Genisys với Paramount, lại thông báo rằng các phần tiếp theo của Terminator vẫn sẽ được thực hiện, nhưng chúng phải điều chỉnh lại chút ít.
Đầu tháng 1/2016, Paramount đã gỡ lịch ra mắt phần 2 vào ngày 19/5/2017 của mình và thay vào đó là bản làm lại Baywatch. Có điều kỳ lạ là dù không phát hành ngày ra rạp mới cho phần 2, nhưng Paramount đã không thay đổi ngày ra rạp 29/6/2018 cho phần 3. Với thông tin này, có vẻ như những phần Terminator tiếp theo vẫn sẽ được thực hiện. Thông tin Emilia Clarke sẽ không trở lại trong vai Sarah Connor khiến fan cho rằng có thể hãng phim sẽ viết lại vai trò mang tính biểu tượng này, hoặc phần tiếp theo sẽ không tập trung vào cô ấy mà có thể tập trung sang một nhân vật khác có sự ảnh hưởng đến tương lai cao hơn.
Vào ngày 2/5/2016, Arnold Schwarzenegger đã tiết lộ rằng mình rất mong chờ tới vai diễn của mình trong phần thứ sáu của bộ phim trong một bài phỏng vấn. Và câu khẳng định này dường như đã cho thấy được rằng Terminator phần thứ sáu chắc chắn sẽ được sản xuất, bất chấp việc nó có bị giới phê bình phim "ném đá" đến như thế nào đi chăng nữa. Tuy nhiên cho đến hiện tại thông tin về bộ phim vẫn chưa được Paramount Pictures lên lịch và công bố với báo giới.
Ngày 20/1/2017, người chủ sở hữu thương hiệu Terminator là James Cameron đã xác nhận việc dành lại quyền phát triển thương hiệu điện ảnh phim từ tay Paramount Pictures sau nhiều công bố dự án phim ba phần phim Terminator Genysis bị hủy bỏ. Theo New York Daily News thì James Cameron đã có hướng tái khởi động một phim Terminator mới không liên quan đến nội dung cũ.
Ngày 21/5/2017, tại Liên hoan phim Cannes 2017 để quảng bá cho bộ phim tài liệu Wonders of the Sea 3D, theo tạp trí Empire thì Arnold Schwarzenegger đã thông báo ông sẽ tiếp tục sắm vai người máy T-800 quen thuộc của loạt phim bom tấn Terminator lần cuối cùng. Thông tin cho biết thì kịch bản sẽ được James Cameron đảm nhận mặc dù đã khá kín tiếng trước báo giới trong suốt 3 tháng vừa qua, tuy nhiên Arnold Schwarzeneggercho biết thì đây sẽ là bộ phim cuối cùng khép lại thương hiệu Terminator của James Cameron đã từng bị chỉ trích rất nhiều về chất lượng đi xuống khi bán lại cho các hãng phim khác. Và hơn nữa nam tài tử đã sắp bước sang tuổi 70 nên việc khép lại bộ phim theo hướng đi của phim Logan là điều nên làm tránh hủy hoại thương hiệu.
Ngày 10/8/2017, theo trang The Playlist tiết lộ Arnold Schwarzenegger sẽ bắt đầu quá trình ghi hình Terminator 6 từ tháng 3/2018. Đây sẽ là tập tiếp theo của loạt phim Kẻ hủy diệt, do Tim Miller làm đạo diễn và James Cameron - David Ellision sắm vai trò nhà sản xuất. Trong cuộc phỏng vấn mới đây với JoBlo, ông úp mở rằng Terminator 6 có thể hé lộ về nguồn gốc của người máy T-800: nó mang hình hài như Arnie từ đâu, nhân vật gốc đó là ai, có quan hệ thế nào với trí tuệ nhân tạo Skynet…
Trên thực tế, chi tiết này từng suýt được giải thích ở Terminator 3: Rise of the Machines (2003) của đạo diễn Jonathan Mostow. Song, ở bản phim cuối cùng, trường đoạn đã bị cắt bỏ. Cuối tháng 8/2017 tới đây, Terminator 2: Judgment Day (1991) chuẩn bị ra mắt phiên bản 3D do chính James Cameron phục dựng.
Ngày 19/9/2017, theo trang Outnow. James Cameron đưa ra thông tin rằng ông sẽ tiếp tục làm việc với Linda Hamilton - người vợ cũ từng sắm vai Sarah Connor trong hai tập đầu tiên. Ông nói: "Cô ấy là một biểu tượng hành động trong thập niên 1980-90. Sự trở lại của cô ấy sẽ mang một ý nghĩa rất lớn. Có nhiều tài tử 50, 60 tuổi vẫn đang tham gia phim hành động, nhưng minh tinh thì rất hiếm", Cameron phát biểu.
Đối với các gương mặt mới, Cameron tiết lộ: "Chúng tôi đang tìm kiếm một cô gái 18 tuổi làm nhân vật trung tâm cho câu chuyện mới. Chúng tôi vẫn còn thời gian để xây dựng một câu chuyện vừa có nhân vật ở tương lai, vừa có nhân vật ở hiện tại. Dàn nhân vật hầu hết là gương mặt mới, nhưng Arnold và Linda vẫn giữ nhiệm vụ dẫn dắt chính".
- Xem thêm thông tin: Terminator: Dark Fate -